# Liste des sénateurs de Saône-et-Loire
Cet article dresse la liste des sénateurs de Saône-et-Loire depuis la Troisième République.
La Saône-et-Loire est actuellement représentée par trois élus au Sénat. Les dernières élections sénatoriales ont lieu le 27 septembre 2020.

## Sénateurs actuels
Les sénateurs actuels sont :
- Jérôme Durain (PS), depuis le 1er octobre 2014, élu en 2014, puis réélu en 2020 ;
- Marie Mercier (LR), depuis le 12 juin 2015, remplace Jean-Patrick Courtois, démis d'office par le Conseil constitutionnel en raison du rejet de ses comptes de campagne, réélue en 2020 ;
- Fabien Genet (LR), depuis le 1er octobre 2020, élu en 2020.

## Anciens sénateurs

### IIIeRépublique
- Charles Rolland en 1876
- Philippe Pernette de 1876 à 1878
- Charles Guillemaut de 1876 à 1886
- Alfred Mathey de 1879 à 1892
- Charles Demole de 1879 à 1908
- Félix Martin de 1887 à 1924
- François Dulac de 1892 à 1900
- Gabriel Magnien de 1898 à 1914
- Lucien Guillemaut de 1898 à 1917
- Léon Gillot de 1900 à 1907
- Jean Richard de 1908 à 1929
- Ferdinand Sarrien de 1909 à 1915
- Claude Desgranges de 1920 à 1921
- Jean Bouveri de 1920 à 1924
- Paul Gerbe de 1920 à 1925
- Julien Simyan de 1921 à 1926
- Claude Petitjean de 1924 à 1932
- Georges Duprey de 1924 à 1936
- Émile Chopin de 1925 à 1935
- Jean Pelletier de 1927 à 1940
- Charles Borgeot de 1929 à 1940
- Philibert Cochard de 1933 à 1937
- Henry Turlier de 1935 à 1940
- Henri Maupoil de 1936 à 1940
- Marcel Desprès de 1937 à 1940

### IVeRépublique
- François Mercier de 1946 à 1948
- Julien Satonnet de 1946 à 1948
- Jean-Marie Thomas de 1946 à 1948
- Joseph Renaud de 1948 à 1951
- Henri Maupoil de 1948 à 1958
- Henri Varlot de 1948 à 1958
- Jules Pinsard de 1951 à 1959
- Marcel Legros de 1958 à 1959
- Xavier Perrier-Michon de 1958 à 1959

### VeRépublique
- Roger Lagrange de 1959 à 1967
- Marcel Legros de 1959 à 1971
- Jules Pinsard de 1959 à 1977
- Marcel Mathy de 1967 à 1982
- Marcel Lucotte de 1971 à 1995
- France Lechenault de 1977 à 1986
- Bernard Desbrière de 1982 à 1986
- André Pourny de 1986 à 2004
- André Jarrot de 1986 à 1995
- René Beaumont (UMP) de 2004 à 2014
- Jean-Patrick Courtois (UMP) de 1995 à 2015
- Jean-Paul Émorine (UMP) de 1995 à 2020